# Nidwaldner Zentrumsweg
Als Nidwaldner Zentrumsweg wird die Schweizer Wanderroute 570 (eine von 269 lokalen Routen) in den Urner Alpen bezeichnet. Sie beginnt am Bahnhof Stans im Kanton Nidwalden und führt in zwei Etappen ins Zentrum von Buochs am Vierwaldstättersee.

## Etappen
- Stans – Niederrickenbach: 9 km, 3 1⁄3 Std., Aufstieg 740 Hm, Abstieg 30 Hm
- Niederrickenbach – Buochs: 11 km, 4 1⁄2 Std., Aufstieg 700 Hm, Abstieg 1400 Hm

Auf der ersten Etappe wird der geografische Mittelpunkt des Kantons Nidwalden, auf der zweiten jener der Innerschweiz passiert. Am Mittelpunkt von Nidwalden befindet sich auch eine Feuerstelle, welche in einer halben Stunde vom Gratis-Parkplatz an der Talstation Niederrickenbach erreichbar ist.
Die zweite Etappe führt über das aussichtsreiche Buochserhorn (1806 m ü. M.), den höchsten Punkt des gesamten Wegs.

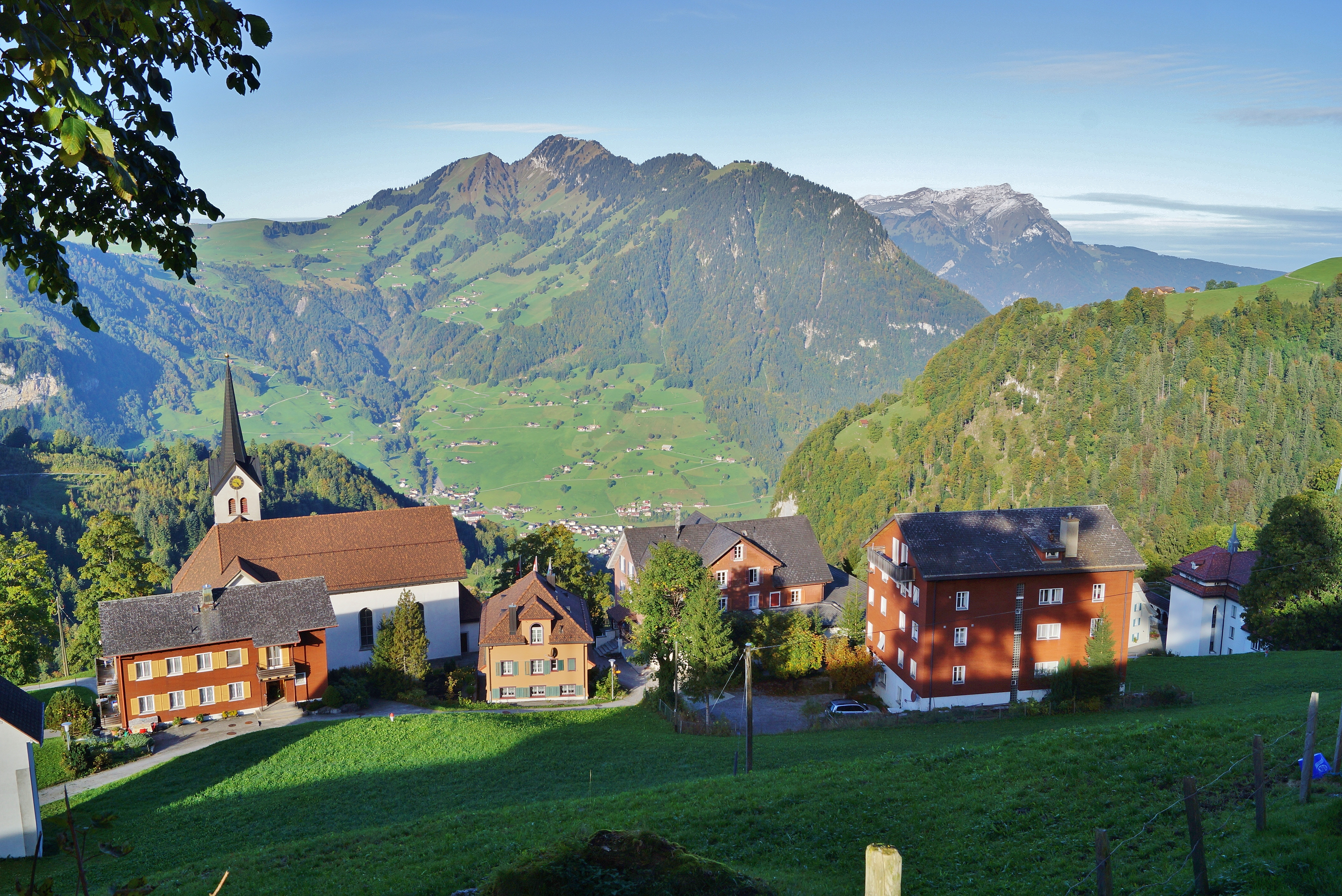
Blick vom Etappenziel zum Stanserhorn
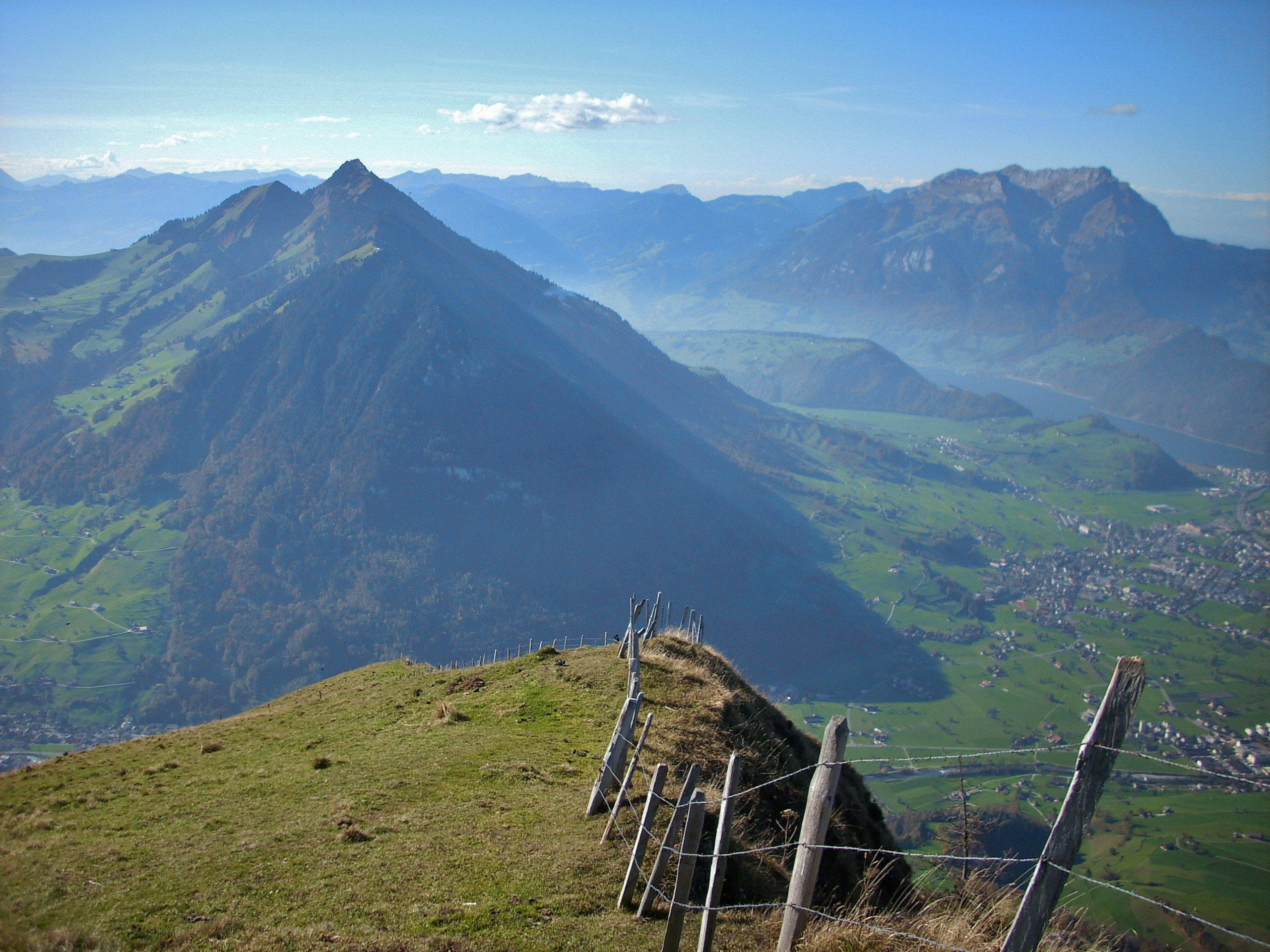
Blick vom Buochserhorn nach Westen
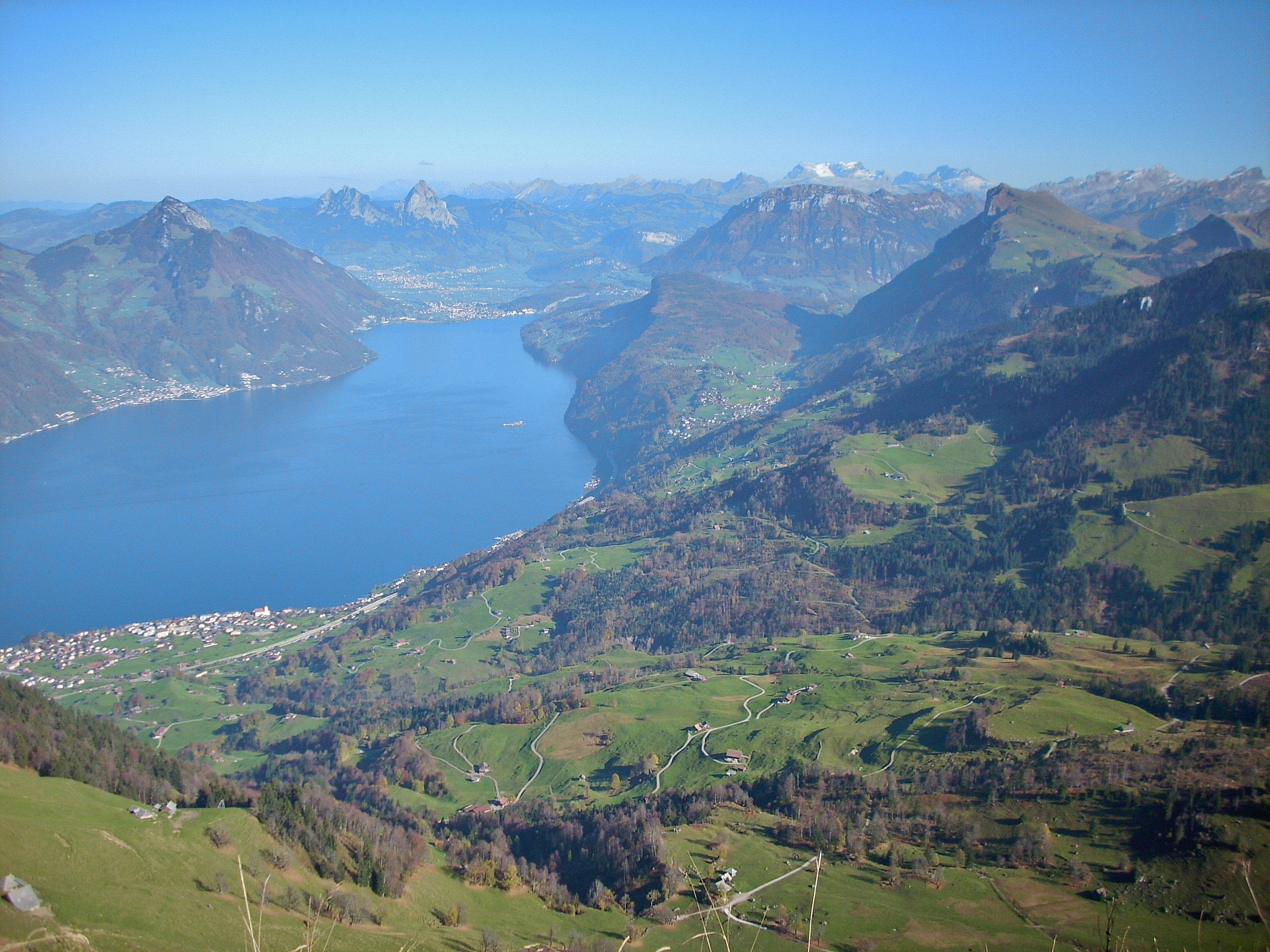
Blick vom Buochserhorn nach Osten
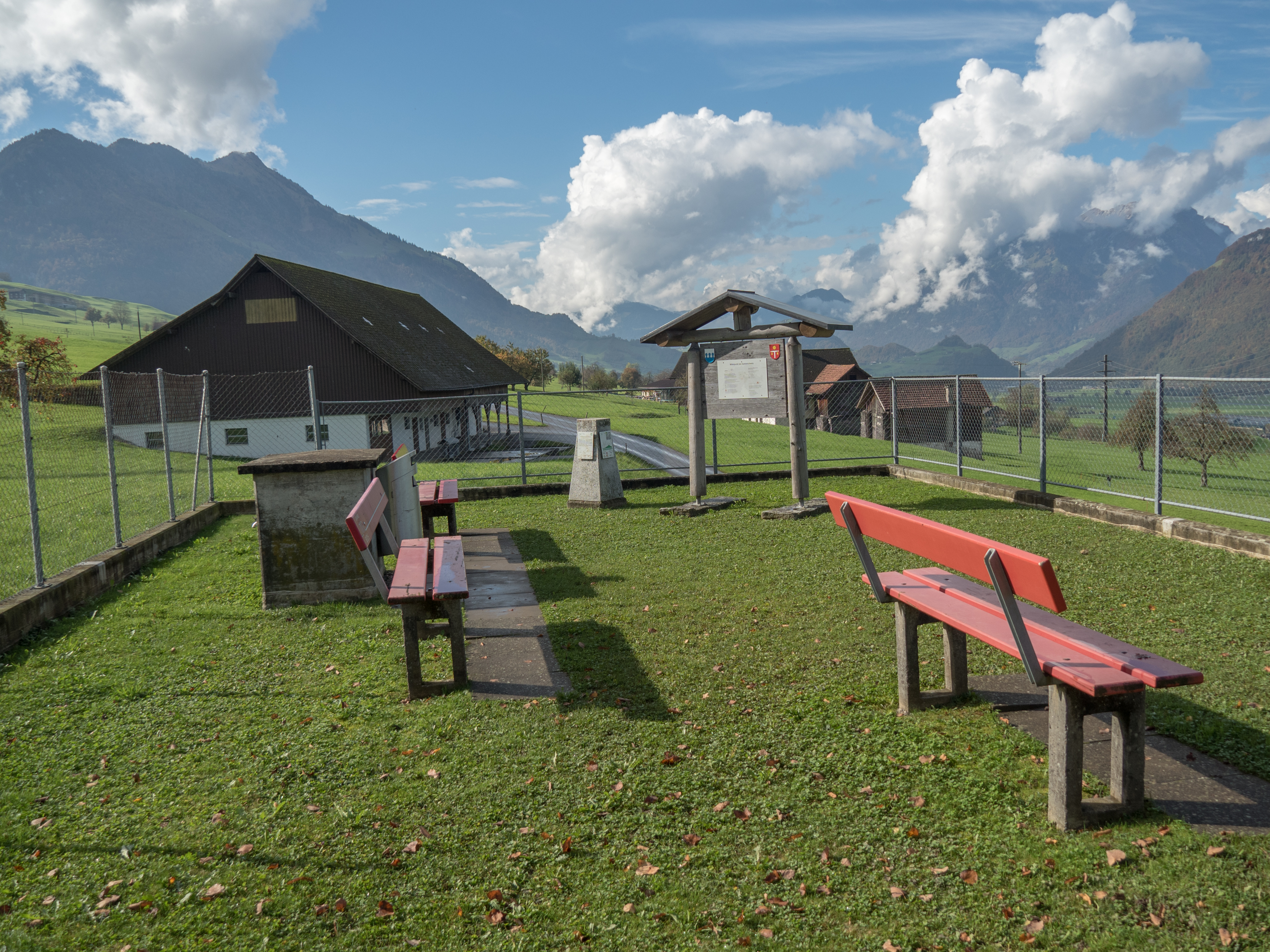
Aussichtspunkt auf dem Reservoir Rübimattli zum Publikmachen des Mittelpunktes der Zentralschweiz

## Nachweise
1. ↑  Alle lokalen Routen bei «SchweizMobil».
2. ↑  Der Mittelpunkt der Zentralschweiz bei «GoogleMaps».
3. ↑  Die Feuerstelle Mittelpunkt von NW bei «GoogleMaps».
4. ↑  Lage und Höhe gemäss «geo.admin.ch»